# Acacia acapulcensis
Acacia acapulcensis é uma espécie de leguminosa do gênero Acacia, pertencente à família Fabaceae.